# Захарьино (городской округ Солнечногорск)
Захарьино — деревня в Московской области России. Входит в городской округ Солнечногорск. Население — 19 чел. (2010).

## География
Деревня Захарьино расположена на севере Московской области, в северной части округа, примерно в 14 км к северу от центра города Солнечногорска. К деревне приписано одно садоводческое товарищество. Восточнее деревни протекает река Лутосня бассейна Дубны. Ближайшие населённые пункты — деревни Гудино, Мерзлово и Федино.

## Население
| 1852 | 1890 | 1899 | 1926 | 1966 | 1998 | 2002 |
| ---- | ---- | ---- | ---- | ---- | ---- | ---- |
| 93   | ↘86  | ↘54  | ↗91  | ↘18  | ↘0   | ↗1   |
| 2010 |      |      |      |      |      |      |
| ↘0   |      |      |      |      |      |      |

## История
Захарьино, Орлово, сельцо 1-го стана Клинского уезда Московской губернии, Новосильцовой, Прасковьи Александровны, Действительного Статского Советника, крестьян 42 души мужского пола, 51 женского, 12 дворов, 72 версты от столицы, 20 от уездного города, близ Московского шоссе.— Нистрем К. Указатель селений и жителей уездов Московской губернии, 1852 г.
По данным на 1890 год — деревня Солнечногорской волости Клинского уезда с 86 душами населения, в 1899 году — деревня Вертлинской волости Клинского уезда, проживало 54 жителя.
В 1913 году — 13 дворов.
По материалам Всесоюзной переписи населения 1926 года — центр Захарьинского сельсовета Вертлинской волости Клинского уезда в 6,4 км от Рогачёвского шоссе и 16 км от станции Подсолнечная Октябрьской железной дороги, проживал 91 житель (45 мужчин, 46 женщин), насчитывалось 17 крестьянских хозяйств.
С 1929 года — населённый пункт в составе Солнечногорского района Московского округа Московской области. Постановлением ЦИК и СНК от 23 июля 1930 года округа как административно-территориальные единицы были ликвидированы.
1929—1939 гг. — деревня Фединского сельсовета Солнечногорского района.
1939—1954 гг. — деревня Мостовского сельсовета Солнечногорского района.
1954—1957, 1960—1963, 1965—1972 гг. — деревня Елизаровского сельсовета Солнечногорского района.
1957—1960 гг. — деревня Елизаровского сельсовета Химкинского района.
1963—1965 гг. — деревня Елизаровского сельсовета Солнечногорского укрупнённого сельского района.
1972—1976 гг. — деревня Таракановского сельсовета Солнечногорского района.
1976—1994 гг. — деревня Вертлинского сельсовета Солнечногорского района.
С 1994 до 2006 гг. деревня входила в Вертлинский сельский округ Солнечногорского района.
С 2005 до 2019 гг. деревня включалась в городское поселение Солнечногорск Солнечногорского муниципального района.
С 2019 года деревня входит в городской округ Солнечногорск.